# Rudolf Ducký
Rudolf Ducký (4 giugno 1957) è un ex calciatore cecoslovacco, di ruolo centrocampista.